# 沼田研児
沼田 研児（ぬまた けんじ、1953年 - ）は、日本のカメラマン。専門は水棲生物写真。

## 人物
- 1953年、茨城県出身。
- 社団法人日本写真家協会正会員のカメラマン。

高校生の時に近所の池で見つけたクロサンショウウオの卵がきっかけでサンショウウオの生態を調査するようになる。調査に伴い撮影した写真の一つであるホクリクサンショウウオの産卵行動で1985年に準アニマ賞を受賞。
水辺の生物を中心に幅広く被写体とするが、特にサンショウウオ類の写真を得意としている。

## 主な作品
内山りゅう、前田憲男、沼田研児、関慎太郎 『決定版 日本の両生爬虫類』、平凡社など多数。